# Salman bin Hamad bin Isa Al Chalifa

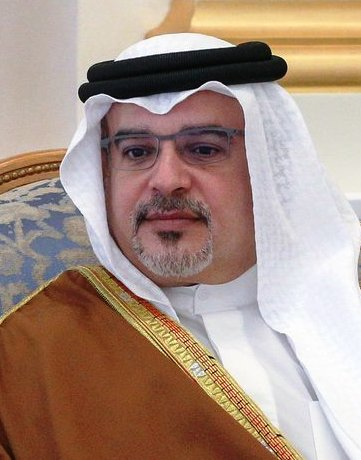
Salman bin Hamad bin Isa Al Chalifa (2021)

Scheich Salman bin Hamad bin Isa Al Chalifa (arabisch سلمان بن حمد بن عيسى آل خليفة, DMG Salmān bin Ḥamad bin ʿĪsā Āl Ḫalīfa; * 21. Oktober 1969) ist der Kronprinz und Premierminister von Bahrain sowie der Oberbefehlshaber der Streitkräfte des Landes.  

## Leben
Salman bin Hamad wurde 1969 als ältester Sohn von Hamad bin Isa Al Chalifa und dessen erster Frau Sabika bint Ibrahim Al Chalifa geboren.
Er besuchte die Schule in Bahrain und studierte danach in den USA. Er hält einen Bachelor in Public Administration von der American University, Washington, D.C. Er hält außerdem einen Master in Philosophie und Geschichte von der University of Cambridge. 
1999 starb sein Großvater Isa bin Salman Al Chalifa. Damit wurde sein Vater neuer Herrscher und er Kronprinz Bahrains. Seit dem 11. November 2020 ist er nach dem Tod von Chalifa bin Salman Al Chalifa Premierminister. 
2002 verlieh ihm die United States Sports Academy in Daphne die Ehrendoktorwürde. Salman ist wie das gesamte Herrscherhaus von Bahrain sunnitischer Moslem. 
Er taucht in den Swiss Leaks auf. Zu seinen Hobbys gehören Motorsport und Sporttauchen.

## Familie
Von 1989 bis 2005 war er mit Hala bint Duaij bin Chalifa Al Chalifa (1969–2018), einer Cousine väterlicherseits seiner Mutter, verheiratet. Ihr Vater war von 1999 bis 2001 bahrainischer Minister für Elektrizität und Wasser. Der Ehe entstammen zwei Söhne und zwei Töchter.
- Isa (* 1990), studierte an der American University[6], verheiratet mit Jawaher bint Abdullah bin Salman bin Isa Al Chalifa, einer Cousine seines Vaters
  - Hamad (* 2014)
  - Abdullah (* 2016)
  - Salman (* 2020),
  - Salama (* 2020), Zwillingsschwester von Salman
- Muhammad (* 1991), Absolvent der Royal Military Academy Sandhurst[7], verheiratet
  - Ahmad (* 2018)
  - Basma (* 2020)
- Fatima, Tochter, besuchte die Riffa Views International School in Bahrain[8]
- Joud, Tochter[9]

## Vorfahren
| Ahnentafel von Salman bin Hamad | Ahnentafel von Salman bin Hamad                                          | Ahnentafel von Salman bin Hamad                                          | Ahnentafel von Salman bin Hamad                                          | Ahnentafel von Salman bin Hamad                                          | Ahnentafel von Salman bin Hamad                                             | Ahnentafel von Salman bin Hamad                                             | Ahnentafel von Salman bin Hamad                                             | Ahnentafel von Salman bin Hamad                                             |
| ------------------------------- | ------------------------------------------------------------------------ | ------------------------------------------------------------------------ | ------------------------------------------------------------------------ | ------------------------------------------------------------------------ | --------------------------------------------------------------------------- | --------------------------------------------------------------------------- | --------------------------------------------------------------------------- | --------------------------------------------------------------------------- |
| Urgroßeltern                    | Emir Salman II. (1894–1961) ⚭ 1931 Mouza bint Hamad Al Chalifa           | Emir Salman II. (1894–1961) ⚭ 1931 Mouza bint Hamad Al Chalifa           | Salman bin Ibrahim Al Chalifa ⚭ ?                                        | Salman bin Ibrahim Al Chalifa ⚭ ?                                        | Muhammad bin Isa Al Chalifa (1878–1964) ⚭ Aisha bint Ali Al Zayed           | Muhammad bin Isa Al Chalifa (1878–1964) ⚭ Aisha bint Ali Al Zayed           | Emir Salman II. (1894–1961) ⚭ ?                                             | Emir Salman II. (1894–1961) ⚭ ?                                             |
| Großeltern                      | Emir Isa II. (1933–1999) ⚭ 1949 Hussa bint Salman Al Chalifa (1933–2009) | Emir Isa II. (1933–1999) ⚭ 1949 Hussa bint Salman Al Chalifa (1933–2009) | Emir Isa II. (1933–1999) ⚭ 1949 Hussa bint Salman Al Chalifa (1933–2009) | Emir Isa II. (1933–1999) ⚭ 1949 Hussa bint Salman Al Chalifa (1933–2009) | Ibrahim bin Muhammad Al Chalifa (1919–1982) ⚭ Fatima bint Salman Al Chalifa | Ibrahim bin Muhammad Al Chalifa (1919–1982) ⚭ Fatima bint Salman Al Chalifa | Ibrahim bin Muhammad Al Chalifa (1919–1982) ⚭ Fatima bint Salman Al Chalifa | Ibrahim bin Muhammad Al Chalifa (1919–1982) ⚭ Fatima bint Salman Al Chalifa |
| Eltern                          | König Hamad (* 1950) ⚭ 1968 Sabika bint Ibrahim Al Chalifa (* 1948)      | König Hamad (* 1950) ⚭ 1968 Sabika bint Ibrahim Al Chalifa (* 1948)      | König Hamad (* 1950) ⚭ 1968 Sabika bint Ibrahim Al Chalifa (* 1948)      | König Hamad (* 1950) ⚭ 1968 Sabika bint Ibrahim Al Chalifa (* 1948)      | König Hamad (* 1950) ⚭ 1968 Sabika bint Ibrahim Al Chalifa (* 1948)         | König Hamad (* 1950) ⚭ 1968 Sabika bint Ibrahim Al Chalifa (* 1948)         | König Hamad (* 1950) ⚭ 1968 Sabika bint Ibrahim Al Chalifa (* 1948)         | König Hamad (* 1950) ⚭ 1968 Sabika bint Ibrahim Al Chalifa (* 1948)         |